# Sobre la guerra prolongada
Sobre la guerra prolongada (chino simplificado: 论持久战; chino tradicional: 論持久戰; pinyin: Lùn chíjiǔ zhàn) es una obra que comprende una serie de discursos de Mao Zedong pronunciados del 26 de mayo de 1938 al 3 de junio en la Asociación Yenan para el Estudio de la Guerra de Resistencia contra Japón. En él, pide una guerra popular prolongada, como un medio para que los pequeños grupos revolucionarios luchen contra el poder del Estado.
El libro propone el uso de pequeños asaltos a las líneas de suministro japonesas en lugar de grandes enfrentamientos en el campo de batalla. El libro fue muy criticado por el Kuomintang, que consideró el libro, junto con la teoría de Mao, una excusa para evitar luchar contra Japón. El Partido Comunista justificó que el libro no negaba la eficacia de las grandes batallas llevadas a cabo por los nacionalistas, sino que proporcionaba un medio alternativo de resistencia antes de que el ejército chino se hiciera poderoso.
Una vez que el ejército chino se haya vuelto lo suficientemente poderoso, explicó el Partido Comunista, el aspecto de la guerra de guerrillas de la estrategia debe dejar de enfatizarse, y las fuerzas convencionales deben hacerse cargo de la persecución principal de la guerra.